# Duisky
Duisky, schottisch-gälisch: Dùisgidh, ist ein kleiner Ort am Südufer von Loch Eil. Durch den Ort führt die Straße A861. Ein durch Bäume und Raubgräber gestörter Cairn deutet auf eine Besiedelung der Gegend bereits in vorgeschichtlicher Zeit hin.